# ملوسک
ملوسک بازیگر سینما اهل ایران است.

## زندگی‌نامه
ملوسک قبل از ورود به سینما در تلویزیون فعالیت داشت و در چند برنامه خردسالان در قالب «ننه قندی» ظاهر شد و بعدها در سریال تلویزیونی «خانهٔ قمر خانم» ایفای یکی از رل‌های اصلی را به عهده گرفت و در یک فیلم تلویزیونی به نام «خورشید در مه» بازی کرد.

## فیلمشناسی

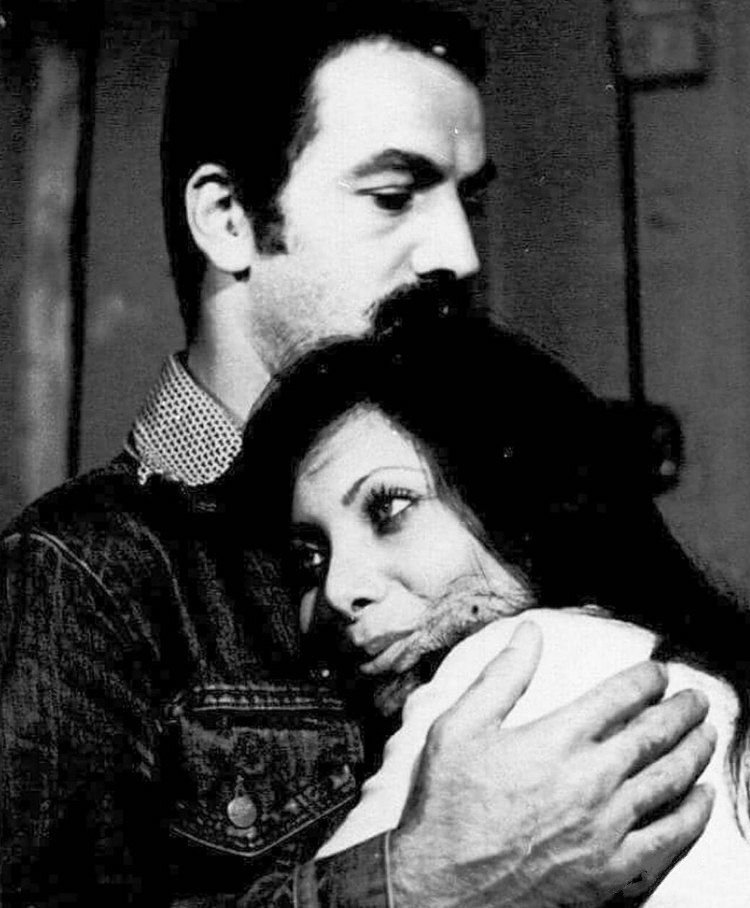
سعید راد و ملوسک در فیلم کنیز

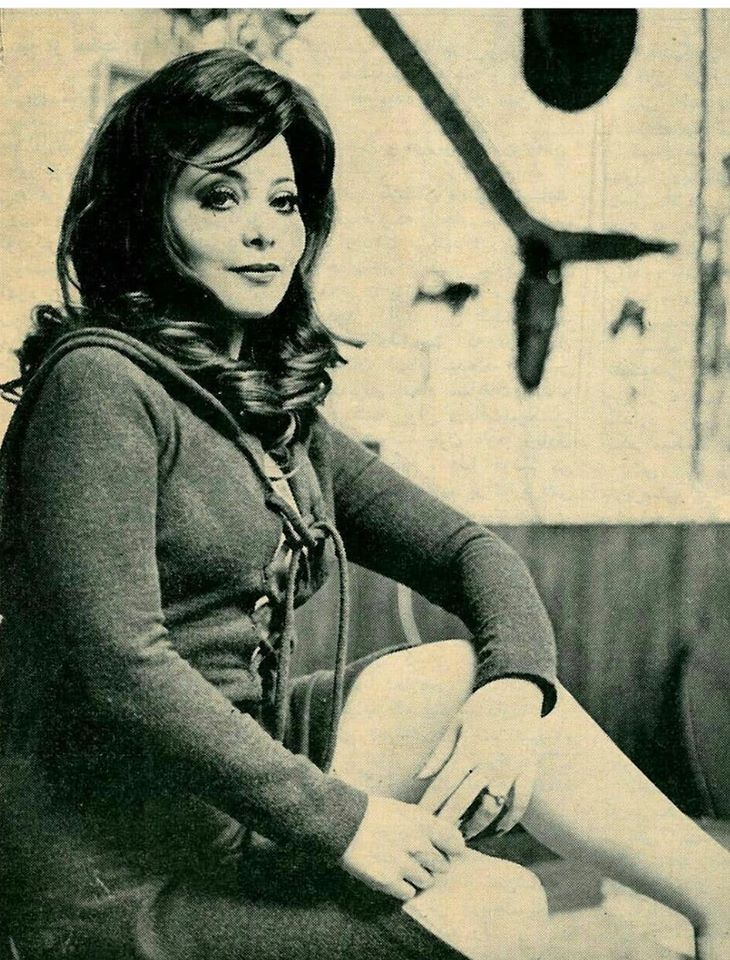
ملوسک

### سینمایی
- ۱ - تازه عروس (۱۳۵۶)
- ۲ - هزار بار مردن (۱۳۵۶)
- ۳ - چلچراغ (۱۳۵۵)
- ۴ - سیاه بخت (۱۳۵۵)
- ۵ - مرد ناآرام (۱۳۵۴)
- ۶ - مشکی (۱۳۵۴)
- ۷ - قفس (۱۳۵۳)
- ۸ - کنیز (۱۳۵۳)
- ۹ - میرم بابا بخرم (۱۳۵۳)
- ۱۰ - جبار سرجوخه فراری (۱۳۵۲)
- ۱۱ - روسیاه (۱۳۵۲)
- ۱۲ - قصه شب (۱۳۵۲)
- ۱۳ - نامحرم (۱۳۵۲)

### مجموعه تلویزیونی
- خانهٔ قمر خانم (با نام حقیقی خود ایران جلالی)
- یکی بود یکی نبود (برنامه مخصوص کودکان همراه با همایون هوشیارنژاد)

### فیلم تلویزیونی
- خورشید در مه